# 完成了
《完成了》（法語：Consumatum Est）又名耶路撒冷（Jérusalem）或各各他（Golgotha），是法国艺术家让-莱昂·热罗姆的一幅油画，创作于1867年。前景描绘了在各各他，三个被钉在十字架上的人：耶稣和两个强盗。画面后面是群众离开现场。背景是耶路撒冷城市，和多云的天空。
画作的标题来自于十架七言，耶稣在十字架上所讲的最后一句话。
热罗姆的特点是不去描绘暴力事件本身，而是描绘这种暴力的后果；参见《凯撒之死》、 《处决内伊元帅》和《化装舞会后的决斗》。
这幅画标志着热罗姆在经历了一段时间的探索东方主义之后，回到了历史画。像那个时代的许多基督教艺术一样，这种描绘受到了欧内斯特·勒南的《耶稣的一生》的影响。
这幅画于1868年在巴黎沙龙展出。自1990年以来藏于巴黎的奥赛博物馆。